# 湣公捷
湣公（閔公、びんこう、? - 紀元前682年）は、春秋時代の宋の君主（在位前692年 - 前682年）。姓は子、名は捷。荘公の子。紀元前692年、荘公の後をうけて宋国の君主となった。紀元前684年、宋軍は斉軍とともに魯に侵攻して郎に宿営した。宋軍は魯軍の襲撃を受けて乗丘で敗れ、大夫の南宮万が捕らえられた。紀元前683年、先年の乗丘の戦いの報復のために、再び魯に侵攻し、鄑で敗れた。南宮万が釈放されたが、湣公は「わたしはかつて君を敬っていたが、いまあなたは魯の虜囚となった身であるから、わたしは再び君を敬うことはない」と放言したので、南宮万はこれを恥じて恨んだ。紀元前682年、南宮万は湣公を蒙沢で殺し、公子游を国君に立てた。